# Cape Charles
Cape Charles és una població dels Estats Units a l'estat de Virgínia. Segons el cens del 2000 tenia 1.134 habitants.

## Demografia
Segons el cens del 2000, Cape Charles tenia 1.134 habitants, 536 habitatges, i 278 famílies. La densitat de població era de 119,3 habitants per km².
Dels 536 habitatges en un 21,1% hi vivien nens de menys de 18 anys, en un 30,4% hi vivien parelles casades, en un 19,6% dones solteres, i en un 48,1% no eren unitats familiars. En el 43,7% dels habitatges hi vivien persones soles el 26,3% de les quals corresponia a persones de 65 anys o més que vivien soles. El nombre mitjà de persones vivint en cada habitatge era de 2,11 i el nombre mitjà de persones que vivien en cada família era de 2,91.
Per edats la població es repartia de la següent manera: un 22,1% tenia menys de 18 anys, un 7,1% entre 18 i 24, un 22% entre 25 i 44, un 25% de 45 a 60 i un 23,8% 65 anys o més.
L'edat mediana era de 44 anys. Per cada 100 dones de 18 o més anys hi havia 75,9 homes.
La renda mediana per habitatge era de 22.237 $ i la renda mediana per família de 29.167 $. Els homes tenien una renda mediana de 25.536 $ mentre que les dones 23.984 $. La renda per capita de la població era de 13.789 $. Entorn del 21,5% de les famílies i el 28,4% de la població estaven per davall del llindar de pobresa.

## Poblacions més properes
El següent diagrama mostra les poblacions més properes.